# Escitalopram
Escitalopram, verkrijgbaar in Nederland in tablet- en druppelvorm zowel onder de naam Lexapro als het merkloze escitalopram en in België onder de naam Sipralexa, en als tablet ook onder het merkloze escitalopram, is een antidepressivum uit de categorie van SSRI's. Het is chemisch vrijwel gelijk aan citalopram; de laatste is echter een racemisch mengsel, Escitalopram is het zuivere S-enantiomeer. Vandaar ook de naam, "es-citalopram". De fabrikant beweert dat de S-variant het werkzame bestanddeel is van citalopram.
Het R-enantiomeer wordt er inmiddels van verdacht de S-vorm tegen te werken.
De dosering is de helft van die van citalopram (5-20 mg/dag). De interacties zijn hetzelfde.

## Bijwerkingen
De volgende bijwerkingen kunnen optreden:
Zeer vaak (> 10%): hoofdpijn, misselijkheid; onthoudingsverschijnselen bij staken van de behandeling.
Vaak (1-10%): veranderde eetlust, angst, rusteloosheid, abnormaal dromen, verminderd libido, anorgasmie, slapeloosheid, slaperigheid, duizeligheid, paresthesie, tremor, sinusitis, geeuwen, diarree, obstipatie, braken, droge mond, overmatig transpireren, artralgie, myalgie, ejaculatiestoornis, erectiestoornis, vermoeidheid, koorts, gewichtstoename.
Soms (0,1–1%): tandenknarsen, agitatie, paniekaanval, verwardheid, verstoorde smaak, syncope, alopecia, visusstoornissen, tinnitus, tachycardie, neusbloeding, gastro-intestinale bloeding, huiduitslag, jeuk, menorragie, oedeem, gewichtsafname.
Zelden (0,01–0,1%): anafylactische reacties, agressie, hallucinaties, serotoninesyndroom, bradycardie.
Verder is gemeld: suïcidepogingen, trombocytopenie, vooral bij ouderen hyponatriëmie en SIADH, manie, bewegingsstoornissen, convulsies, orthostatische hypotensie, ecchymosis, angio-oedeem, urineretentie, priapisme, galactorroe, hepatitis, abnormale leverfunctietesten. Tijdens behandeling of vlak na stoppen is suïcidaal gedrag gemeld. Bij SSRI’s zijn verder gemeld: anorexie, acathisie of psychomotorische onrust. Met name bij vrouwen, hypokaliëmie en hartziekten: verlengd QT-interval, ventriculaire aritmie inclusief 'torsade de pointes'. Bij gebruik van SSRI's en TCA's neemt, vooral boven de 50 jaar, de kans op botfracturen toe.
Bij opvallend meer of ernstiger bijwerkingen kan sprake zijn van een CYP2C19-polymorfisme.

## Veiligheidswaarschuwing
Op 5 december 2011 schreef de firma Lundbeck een waarschuwingsbrief inzake de cardiovasculaire veiligheid.

## Rechtszaken in Nederland
Op 6 juli 2011 oordeelde de Raad van State dat es-citalopram een NAS (New Active Substance) is. Het College ter Beoordeling van Geneesmiddelen (CBG) had een vergunning verleend aan de generieke fabrikanten, op grond van zijn stelling dat het geneesmiddel geen NAS was maar een ‘line-extension’. De daarmee verleende handelsvergunningen voor de generieke geneesmiddelen werden door de Raad van State dan ook gelijktijdig geschorst. Op 24 november 2011 schorste het CBG nu ook zelf de omstreden generieke handelsvergunningen.

## Bekende gebruikers
- Amanda Seyfried (in verband met obsessieve-compulsieve stoornis, meer specifiek Lexapro)[11]
- John Green (eveneens wegens ocs, meer specifiek Lexapro)[12]